# Науменко Анатолій В'ячеславович
Анато́лій В'ячесла́вович Нау́менко — генерал-лейтенант МВС України.

## Життєпис
Протягом 1979—1981 років служив в лавах РА. В 1983—1985 роках — курсант Донецької спеціальної середньої школи міліції МВС СРСР. 1992 року закінчив Українську академію внутрішніх справ.
Багато років працював на оперативній роботі в підрозділах карного розшуку. В 1997—1999 роках — начальник управління карного розшуку УМВС України в Луганській області.
1999—2001 роки — перший заступник начальника Управління — начальник кримінальної міліції Херсонщини.
Протягом 2001—2003 років — начальник УМВС України в Херсонській області.
З 2003 по 2005 рік очолював Департамент боротьби з незаконним обігом наркотиків МВС України. Залишив посаду після різкої критики Президентом Ющенком результатів роботи Департаменту: в Харківській, Київській, Херсонській областях і в Севастополі не було виявлено жодного каналу постачання наркотиків.
У 2005—2006 роках — помічник Міністра внутрішніх справ.
2006—2007 роки — начальник УМВС України в Миколаївській області.
2007 року очолював луганську обласну міліцію, з грудня 2007 по лютий 2009-го — миколаївську обласну міліцію.
2009—2010 роки — начальник ГУМВС України в Дніпропетровській області.
З 2011 року — начальник служби безпеки ЗАТ «Смарт-Холдинг» Вадима Новінського.
29 березня 2014 р., після захоплення проросійськими мітінгувальниками будівлі ГУМВС у Луганську та примусової відставки голови управління Володимира Гуславського, сепаратистами було проголошено Науменка «народним головою» луганської обласної міліції. Того же дня міністр МВС України Аваков теж призначив Науменка на посаду начальника ГУМВС України у Луганській області, яку він займає станом на серпень 2015 року.

## Нагороди
- Орден «За заслуги» III ступеня (2007)[4]
- Орден «За заслуги» II ступеня (2014)[5]
- Орден Святого Великомученика Георгія Переможця УПЦ КП (2015)[6]